# Aculepeira visite
Aculepeira visite är en spindelart som beskrevs av Levi 1991. Aculepeira visite ingår i släktet Aculepeira och familjen hjulspindlar. Inga underarter finns listade i Catalogue of Life.